# Baby, Stop Crying
«Baby, Stop Crying» es una canción del músico estadounidense Bob Dylan publicada en el álbum de estudio de 1978 Street Legal y como sencillo promocional del mismo.
El tema fue interpretado frecuentemente durante su gira mundial de 1978. El sencillo alcanzaría el puesto 13 en las listas británicas y se convertiría en un éxito notable en Europa, aunque no entró en las listas de Billboard, quedando relegado a un segundo plano.
Dylan interpreta el papel de un hombre que consuela a una mujer desesperada en la canción, llegando a preguntar por una pistola en el primer verso, que reza: «Can't tell right from wrong» (lo cual puede traducirse al español como "no distingo lo bueno de lo malo"). Comentando acerca del contenido de la canción, Dylan diría en una entrevista que «el hombre de la canción tiene su mano fuera y no tiene miedo de que se la muerdan». Al igual que la mayoría de las canciones de Street Legal, «Baby, Stop Crying» incluye un saxofón y un coro integrado por tres mujeres.

## Versiones
- Simien Terrance, Jam the Jazzfest (1998)

## Personal
- Bob Dylan: voz y guitarra
- Ian Wallace: batería
- Jerry Scheff: bajo
- Billy Cross: guitarra eléctrica
- Alan Pasqua: teclados
- Steve Douglas: saxofón
- Carolyn Dennis: coros
- Jo Ann Harris: coros
- Helena Springs: coros